# Emiliano Longo
Emiliano Longo (Mendoza, Argentina; 5 de noviembre de 1975) es un actor y locutor de radio argentino-boliviano.

## Biografía
Emiliano nació el 5 de noviembre de 1975 en Argentina. A pesar de haber nacido en ese país, Longo vivió gran parte de su vida en Bolivia. Emiliano incursionó en el teatro y la actuación. En 1993, se trasladó a la ciudad de La Paz, para continuar profesionalmente en el teatro. Fue también conductor del programa radial "Estoy en Contacto" con Wolfgang Kellert.
En 2012, Longo se convirtió en director de un noticiero para jóvenes, denominado PICA (Programas Inteligentes con Adolescentes). A pesar de que el programa juvenil estuvo a punto de desaparecer en 2013, éste pudo salir nuevamente en la pantalla de la televisión boliviana. Junto a él, también trabajan en el mismo programa los conductores Amancaya Román (Caya) y Diego Revollo (Teco). Emiliano contrajo matrimonio con Geraldine Ovando De La  Quintana.

### Cine
Siendo todavía un joven de 33 años de edad, Emiliano Longo participó en la película boliviana "Día de Boda", interpretando al papel de Angél (el ex enamorado de la novia).
| Cine | Cine        | Cine      | Cine                 |
| Año  | Película    | Personaje | Director             |
| ---- | ----------- | --------- | -------------------- |
| 2008 | Día de Boda | Ángel     | Rodrigo Ayala Bluske |